# Шкільний дуб
«Шкільний дуб» — ботанічна пам'ятка природи місцевого значення в Україні. Зростає у місті Чорткові Тернопільської області, в межах садиби школи-інтернату на вул. Євгена Коновальця, 13. 
Статус надано згідно з рішенням Тернопільської обласної ради від 8 вересня 2006 року № 44. Перебуває у віданні Чортківської міської ради. 
Площа — 0,01 га. 
Під охороною дуб черещатий віком біля 100 років та діаметром 63 сантиметри, цінний у науково-пізнавальному та естетичному відношеннях. Історія посадки дерева невідома, проте вона тісно пов'язана з історією Чортківської школи-інтернату. Це дерево є одним із найстаріших дерев дуба в Чорткові.